# Ivanjska
Ivanjska je naseljeno mjesto u sastavu Grada Banja Luka, BiH. Nalazi se sjeverozapadno od Banje Luke, na putu prema Prijedoru, površine 73.05 km2. Sastoji se od hrvatskog/katoličkog dijela i srpskog/pravoslavnog dijela. Treba napomenuti da toponim Ivanjska obuhvaća niz manjih naselja i zaselaka. Dio naselja gdje su živjeli Hrvati je većinski dio i sastoji se od sela: Abrići, Brđani, Cerici, Dvorani, Gagrice, Gradina, Josipovići, Kozara, Lipovac, Mamenice, Miloševići, Mišin Han, Radinjača, Ružići, Taraševac, Valentići, Vučića Gaj, Vukovići i Žabari. Ova sela zapravo čine Župu Ivanjska. Dio Ivanjske naseljen Srbima sastoji se od sela: Dobraši, Karalići, Milakovići, Narandžići, Piljagići, Popovići, Bistrica, Savići, Šukale, Šušnjari i Tukići.
Na kraju nedavnog rata u Bosni i Hercegovini protjerani su gotovo u potpunosti Hrvati katolici, tako da ih je godine 1999. bilo još svega 104. Nekad čisto katolička sela sada su pusta ili nastanjena srpskim stanovništvom, porijeklom pretežito iz okolice Bihaća, Glamoča, Bosanskog Grahova i Kupresa, koje je krajem rata izbjeglo iz tih krajeva. Ekstremna srpska politika promijenila je 1992. i ime naselja. Novo ime za Ivanjsku je – Potkozarje.

## Povijest
Kratke crtice iz povijesti Ivanjske: 1258. Kralj Bela IV darovao je redu cistercita zemljišni posjed koji se je nalazio 'kod sv. Ivana', negdje u Vrbaškom kraju. Prema nekim pokazateljima taj posjed je bio u Ivanjskoj. 1334., u popisu župa zagrebačke biskupije, spominje se crkva sv. Ivana u posjedu reda Ivanovaca. Najvjerojatnije je da ime naselja (i rijeke) Ivanjska dolazi od Ivanovaca, utvrde Ivangrad i crkve posvećene sv. Ivanu, koji su se nalazili u ovom kraju. Ostaci jedinog starog europskog srednjovjekovnog hospicija bili su sacuvani upravo u Ivanjskoj i mogli su se vidjeti sve do konca 19. st. Neki izvori navode da je Župa Ivanjska osnovana 1312.g. Ali zasigurno Ivanjska je kao naselje mnogo starija, iako se ne zna kako se prije zvala. Kontinuitet življenja na ovom prostoru može se pratiti još od prapovijesnih vremena.
Nada Miletić, arheolog i historičar umjetnosti, locirala je dvije prahistorijske gradine:  jednu na terenu današnjeg sela Dobraši i drugu na lokalitetu Oštra Glavica, smještene u brdu Bobija (Ivanjska/Šimići). Prahistorijski pojedinačni nalaz, bronzana fibula tipa Golinjevo, nađena je pri kopanju vodeničkog jarka kraj potoka Lučice. Po dimenzijama to je najveća fibula nađena na tlu bivše Jugoslavije. Sva tri ova otkića pripadaju kasnom bronzanom ili željeznom doba. (9. – 8. st. prije Krista).
Kršćansku vjeru u ove krajeve donijeli su prvi vjerovjesnici — rimski vojnici i trgovci. Kristjanizacija je tekla sporo i mukotrpno. Od sedmoga stoljeća Slaveni/Hrvati naseljavaju ivaštanski kraj. Tijekom srednjega vijeka Ivanjska se nalazila u sklopu Hrvatskog Kraljevstva, da bi u 14. i 15. stoljeću iz sastava banovine Slavonije ušla u sastav banovine Bosne, koja je bila pod vladavinom hrvatskoga bana iz Bosne Stjepana II Kotromanića. Početkom 15. stoljeća Ivanjska dolazi u posjed hrvatskoga plemića Hrvoja Vukčića Hrvatinića.
S dolaskom Turaka život u ovim krajevima se mijenja iz temelja: pojava novih vjera (islam i pravoslavlje), nasilje, ubijanja, dovođenje pravoslavnih Vlaha. U vihoru turskih navala nestaju ivanovci, njihova crkva i Ivangrad. U narednih 350 godina katolici u banjalučkom kraju ljuto stradavaju: bijeg iz vlastite zemlje, prisilno preseljenje stanovništva, veliki zulumi i nameti, nasilje, pljačke, odvođenje u ropstvo, teški kmetski odnosi, vjerska gonjenja, bune, ustanci, ratovi: teško političko, društveno i gospodarsko stanje oblikovat će narodnosnu sliku ovog kraja. Mnogi bježe preko Save, mnogi su izginuli, a moguće tek treći dio ostao na rodnoj grudi. Ivaštanski kraj je manje stradao zbog mogućnosti zaklanjanja u nepristupačne predjele masiva Kozare.
Prema ‘Opširnom popisu bosanskog sandžaka iz 1604.’ u Ivanjskoj, kao dijelu nahije Banja Luka, tada je popisano 42 baštine (11 muslimanskih i 31 nemuslimanskih).
Ratovi, nerodne i  gladne  godine, kao i epidemije kuge, bile su česta pojava I obično su išle ruku pod ruku. Nikola Lašvanin bilježi za 1690.: 'Pomr mlogi narod od glada…Kudgod bi se mako, ležahu mrt/va/ci: nit se kopahu, nit imadijaše tko. /Ljudi/ jiđahu resu liskovu, s drvja koru, vinovu lozu, pse, mačke…u Banjoj Luci, koga bi obisili, obnoć bi ga gladni ljudi svega izili… ali kako bi se najilo, ta/ko/ bi i umrlo." Kuga, 'bič Božji', koja je harala u razdoblju 1813-1818. pokosila je oko 1.400 župljana Ivanjske, što predstavlja skoro trećinu cjelokupnog broja vjernika, koji su tada obitavali na prostorima župe.
Dolaskom Austro-ugarske vlasti uspostavlja se nova pravila, red i zakoni. Ljudi uglavnom žive od poljoprivrede, stočarstva i prodaje rukotvorina. Ivanjska je bila jedan od većih centara u Bosni i Hercegovini za uzgoj i preradu konoplje, lana i vune. Ivanjska je od pamtivijeka njegovala prekrasno uređene ženske i muške nošnje, ali je tek nedavno dobila i zvanično priznanje za to. Naime, djevojačka hrvatska starinska nošnja iz Ivanjske na izboru za top-model svijeta 2004. u Kini, u konkurenciji šezdeset zemalja osvojila je prvu nagradu i proglašena najljepšom nošnjom.
Drugi svjetski rat donio je nove patnje i smrt. Fra Boris Ilovača piše da je u Drugom svjetskom ratu, iz hrvatske Ivanjske 542 mladih ljudi ubijeno, neki od njih i neposredno nakon rata 1945.
Ivanjska je imala status općine, koji je ukinut 1963. godine, a teritorij općine Ivanjska priključen je općini Banja Luka. Općina Ivanjska obuhvaćala je današnja naseljena mjesta: Barlovci, Cerici, Dragočaj, Ivanjska, Piskavica, Prijakovci, Radosavska, Ramići, Šimići i Verići.
Pod permanentnim pritiskom srpskih ekstremista u ratu 1992. – 1995. starosjedioci Hrvati-katolici napuštali su svoja ognjišta, da bi u kolovozu 1995. godine otišla najbrojnija skupina. Ostali su ostaci ostataka Ivanjske.

## Stanovništvo
Stjepan Pavičić u Hrvatskoj enciklopediji  piše: ‘Gušće naselje postojalo je prije Turaka i oko potoka Ivanjske, gdje se nalazi dovoljno ratarske i pastirske zemlje’ i dodaje: ‘Katolici starinci održali su se uglavnom u ratarskom stanovništvu na boljim, nižim zemljama u Banjalučkom polju i uz potoke Ivanjsku, Bukovicu i Crkvinu’.  Povjesničar dr. Berislav Gavranović je zapisao da je u Krajini (Donji Kraji) prije turske invazije stanovništvo bilo hrvatsko i katoličko. Za to je dokaz postojanje jedino katoličkih crkava u njoj. Naime, prije turske invazije nije bilo u njoj pravoslavnog elementa. Da ga je bilo spomenula bi se koja pravoslavna crkva ili manastir.
Dolaskom Turaka dolazi i do promjene stanovništva. Naseljavanja i raseljavanja bila je svakodnevna slika. Turci su  ‘napuštene’ krajeve naseljavali pravoslavnim stanovništvom. To su vršili iz gospodarskih i obrambenih razloga, s obzirom na to da su ovi gorštaci (Vlasi)  bili dobri stočari, ratari I ratnici. Poslije turskog poraza pod Bečom 1683. Turci su Vlasima  koji se dosele u potkozarske  krajeve davali besplatno kućišta. Migraciona struja stanovništva iz Dalmacije i Like doselila se na rijetko naseljenu zemlju od Ivanjske prema Kozarcu I Prijedoru. Treba napomenuti da vlaško stanovništvo koje je naselilo neko mjesto nije ga lako napuštalo. Jedni su tu ostajali, a drugi su išli dalje u potrazi za boljom zemljom za obrađivanje i pašom za stoku. Tako su se prostorno širili.
Tako već 1737. fra Mato Delivić piše o tome kako su u više sela Ivanjske katolici izmiješani s pravoslavnima. Više od stotinu godina kasnije, 1843., fra Ivan Franjo Jukić (porijeklom iz Ivanjske) piše koliko kuća se nalazi u Ivanjskoj: Predjelje ovo (od 150 kršć. a 50 hrišć. kuća) jedno je od najznamenitijih…' 35 godina poslije broj kuća je ostao isti: Povjesničar Vjekoslav Klaić za Ivanjsku 1878. piše da je 'liepo predielje kršćansko od 200 kuća (150 katol., 50 pravoslava)'. 
Prema popisu stanovništva kojeg su 1879. sprovele Austro-ugarske vlasti teško se da iščitati točan nacionalni sastav stanovništa, jer je Ivanjska tada bili zastupljena u tri jedinice (obćine/džemati): Ivanjska I (Dragočaj) sa 668 Hrvata i 187 Srba; Ivanjska II s 1005 Hrvata i 441 Srba; Ivanjska III (Piskavica, Šimići) sa 653 Hrvata i 1659 Srba.
Prema Prvom šematizmu srpske pravoslavne mitropolije banjalučko-bihaćke za godinu 1901. kaže se da u Ivanjskoj ima 76 pravoslavnih domova, sa 669 stanovnika (464 muških i 205 ženskih).
U Šematizmu Bosne Srebrene za 1906. godinu nalazimo da je u župi Ivanjska bilo 3678 katolika i 516 pravoslavaca.
Prema Popis stanovništva Kraljevine Jugoslavije 1931. Ivanjska ima katolika 2245 i pravoslavnih 782.
U podatcima Šematizma Banjalučke biskupije za 1935. godinu stoji da župa Ivanjska broji 3287 rimokatolika, ali i da se na području Ivanjske nalazi 773 pravoslavca, 69 grkokatolika i 1 musliman.
Poslije Drugog svjetskog rata broj pravoslavaca u Ivanjskoj se povećava, ali o tome nema preciznih podataka. Zna se samo da je, prema popisima stanovništva, godine 1961. Ivanjska imala 3365 Hrvata I 1457 Srba. Isto tako godine 1981. u Ivanjskoj, uz 3.394 Hrvata (katolika) bilo 1.180 Srba (pravoslavaca) i 3 Muslimana, a 1991. da je Hrvata (katolika) bilo 3.306, a Srba (pravoslavaca) 1095. i Muslimana 6. Nakon protjerivanja Hrvata i katolika 1995. u župi su ostala samo 104 katolika. Prema popisu stanovnistava BiH 2013 u Ivanjskoj se nalazi 2776 Srba i 240 Hrvata. Slijedi nekoliko tabela.
| GODINA POPISA | BROJ KATOLIKA | GODINA POPISA | BROJ KATOLIKA | GODINA POPISA | BROJ KATOLIKA |
| 1744.         | 2471          | 1870.         | 3430          | 1974.         | 4960          |
| 1762.         | 3642          | 1877.         | 2100          | 1991.         | 3500          |
| 1767.         | 4045          | 1882.         | 2048          | 1994.         | 2350          |
| 1777.         | 4405          | 1884.         | 2254          | 1999.         | 104           |
| 1780.         | 4696          | 1892.         | 2231          | 2001.         | 140           |
| 1813.         | 4185          | 1900.         | 2792          | 2005.         | 198           |
| 1836.         | 3412          | 1935.         | 3287          |               |               |
| 1855.         | 3412          | 1937.         | 3927          |               |               |
| 1864.         | 3203          | 1960.         | 4242          |               |               |

|                   | UKUPNO | HRVATI | SRBI  |
| ----------------- | ------ | ------ | ----- |
| IVANJSKA (OPĆINA) | 20287  | 9788   | 10426 |
| BARLOVCI          | 659    | 641    | 5     |
| CERICI            | 411    | 372    | 39    |
| DRAGOČAJ          | 2836   | 2181   | 649   |
| IVANJSKA          | 4857   | 3365   | 1457  |
| PISKAVICA         | 4760   | 15     | 4737  |
| PRIJAKOVCI        | 656    | 48     | 608   |
| RADOSAVSKA        | 920    | 3      | 912   |
| RAMIĆI            | 873    | 256    | 617   |
| ŠIMIĆI            | 2925   | 2907   | 15    |
| VERIĆI            | 1390   | 3      | 1387  |

| Ivanjska           |                |                |                |
| godina popisa      | 1991.          | 1981.          | 1971.          |
| Hrvati             | 3.306 (72,23%) | 3.394 (68,52%) | 3.614 (71,39%) |
| Srbi               | 1.095 (23,92%) | 1.180 (23,82%) | 1.408 (27,81%) |
| Muslimani          | 6 (0,13%)      | 3 (0,06%)      | 7 (0,13%)      |
| Jugoslaveni        | 118 (2,57%)    | 303 (6,11%)    | 2 (0,03%)      |
| ostali i nepoznato | 52 (1,13%)     | 73 (1,47%)     | 31 (0,61%)     |
| ukupno             | 4.577          | 4.953          | 5.062          |

## Popis Hrvata katolika u Ivanjskoj 1743.
- broj sela: 18
- broj kuća: 305
- odrasli: 1603
- djeca: 873
- ukupno: 2476[20]

## Poznate osobe
Ivanjska je iznjedrila na desetine visokoobrazovanih ljudi koji su postigli velike uspjehe na raznim stranama svijeta u stručnom, znanstvenom kao i na kulturno-umjetničkom i sportskom polju. Ne zaboravimo ivaštansko porijeklo Ivana Franje Jukića (oba roditelja, otac Jozo i majka Klara su iz Ivanjske), glumca Krunoslava Valentića, velikana sportske muzeologije i historiografije sporta Zdenka Jajčevića, osnivačicu udruge 'SVE za NJU' Vesnu Andrijević Matovac (kćerka Berislava Andrijevića).
- Viktor Majdandžić (* 1931.), hrv. akademski slikar, filozof i pjesnik
- Franjo Majdandžić (* 1934. – 2020.), doktor elektrotehnike. Autor je niza knjiga i znanstvenih radova. Bio je zastupnik u Zastupničkom domu parlamentarne skupštine Bosne i Hercegovine u periodu od 2000. – 2002. godine
- Niko Majdandžić (* 1941.), Redoviti profesor u trajnom zvanju. Radio u Đuri Đakoviću u Slavonskom Brodu na radnim mjestima tehnologa, konstruktora alata, upravnika proizvodnje, potpredsjednika za razvoj i zamjenika generalnog direktora. U dva mandata bio dekan Strojarskog fakulteta u Slavonskom Brodu. Objavio 12 knjiga iz područja razvoja i primjene informacijskih sustava za proizvodna poduzeća. Dobitnik više državnih, županijskih i gradskih nagrada i priznanja.[21]
- Ljubomir Majdandžić (* 1960.). Prof.dr.sc., dipl. ing.stroj. utemeljitelj je Hrvatske stručne udruge za Sunčevu energiju, koja od osnutka 2003. godine promiče korištenje solarne energije. Autor je niza knjiga, znanstvenih i stručnih radova iz oblasti energetike, obnovljivih izvora energije i održivog razvoja, u zemlji i inozemstvu.
- Mirko Valentić (* 1932.), znanstvenik emritus. Hrvatski povjesničar. Bio je upravitelj Hrvatskog Instituta za povijest od 1991. do 2002.
- Berislav Andrijević (* 1936.) Prof.dr.sc. Berislav Andrijević se dugo godina bavi znanstvenim radom u oblasti vojne sile, rata i obrane. Objavio je pet knjiga iz Marketinga i dvije knjige iz Ekonomike nacionalne obrane i sigurnosti, te ima objavljenih preko 100 članaka iz područja ekonomije.
- Andrija Marić (* 1964.), Vukovarski branitelj, heroj Domovinskog rata, osnivač i vođa vukovarske grupe Žuti mravi/Pustinjski štakori.
- Vera Josipović Murtić (* 1923.), akademska slikarica, supruga hrvatskog slikara Ede Murtića.
- Anto Dujlović (1914. – 1943.) katolički svećenik. Ubijen od strane Srba.  Proces za beatifikaciju odnosno proglašenje svetim ovog mučenika vjere je u poodmakloj fazi.
- Vesna Rapo (1961. – 2014.) Etnologinja i arheologinja, muzejska savjetnica u Hrvatskome školskom muzeju. 1999. odlukom predsjednika RH dr. Franje Tuđmana odlikovana je Redom hrvatskoga pletera za osobit doprinos razvitku i ugledu Republike Hrvatske i dobrobiti njezinih građana.
- Marija Rapo (* 1949.). Zastupnica u hrvatskom saboru od 2011 do 2015.